# 383-я стрелковая дивизия
383-я стрелковая дивизия (в литературе может именоваться 383-я шахтёрская стрелковая дивизия, 383-я Донбасская добровольческая дивизия, 383 сд) — соединение (стрелковая дивизия) РККА Вооружённых Сил СССР.
383сд была сформирована постановлением ГКО № 506с, от 18 августа 1941 года главным образом из шахтёров Донбасса. Из-за этого дивизия получила народное название «шахтёрская». Со временем личный состав дивизии значительно обновился и она стала состоять не только из шахтёров Донбасса.

Право командовать вновь создающимися дивизиями досталось людям, которые знали и теорию и практику военного искусства — выпускникам Военной Академии им. М. В. Фрунзе, Героям Советского Союза полковнику К. И. Провалову, подполковникам А. И. Петраковскому и Д. И. Зиновьеву (сд № 383, 393 и 395, соответственно). Так, 20-го августа 1941 г. они были вызваны в управление по командному и начальствующему составу наркомата обороны. В разговоре начальник управления генерал-майор А. Д. Румянцев сообщил, о том, что им доверено командовать стрелковыми дивизиями. При этом было подчёркнуто следующее: «Проследите, чтобы военкоматы предоставили обученный приписной состав: красноармейцы, отделенные командиры, помкомвзвода и старшины — все, — подчёркиваю, — все должны быть назначены из числа тех, кто в Красной Армии отслужил самое большое три года назад. Командный состав получите кадровый».— Оборона ДонБасса и г. Сталино в 1941 году. 383сд, Донецк. История. События. Факты.
Дивизия вместе с другими соединениями и частями вела оборонительные бои за Донбасс и держала фронт на Миусе. Также дивизия участвовала в сражениях от Сталинграда до Берлина и была награждена орденами Суворова 2 степени и Красного Знамени.
В действующей армии, периоды 08.10.1941 г.- 01.09.1944 г., 19.10.1944 г — 09.05.1945 г.
Полное наименование дивизии, по окончании войны: 383-я стрелковая Феодосийско-Бранденбургская Краснознамённая, ордена Суворова дивизия.

## История
Формирование дивизии происходило на шахте 6-бис в Сталино. При формировании дивизии в её состав были включены 6 специальных отрядов по уничтожению танков, созданных горкомом комсомола Сталино. Специально для дивизии в Сталино было срочно налажено производство гранат и мин.
Формирование 383 сд, 18-й армии, Южного фронта прошло по плану. Дивизия была хорошо вооружена и имела прекрасно обученный красноармейский состав, двое из трёх командиров её стрелковых полков имели боевой опыт первых двух месяцев Великой Отечественной войны. Сам командир дивизии полковник Провалов, кроме академии, имел опыт боёв на КВЖД в 1929 году, а в 1938 году — на озере Хасан.

Дивизия была сформирована за 35 дней. Среди красноармейцев коммунисты и комсомольцы составляли 10 %. Нас хорошо одели, снабдили продовольствием. На всех были шинели и сапоги. Но самое главное — хорошо вооружили. В стрелковые полки выдали по 54 станковых пулемёта. Всего в дивизии их было 162. Зенитный дивизион получил двенадцать 37-мм зенитных автоматических пушек. Артиллерия была в заводской смазке и упаковке. 80 % личного состава выполнили стрельбы из личного оружия на «хорошо» и «отлично».— Провалов К. И. В огне передовых линий
Формирование, обучение и слаживание частей и подразделений дивизии закончились в сентябре 1941 года.
30 сентября 1941 года 383-я шахтёрская стрелковая дивизия вошла в состав 18-й армии Южного фронта и, совершив марш-бросок «Селидово — Красноармейск», заняла оборонительный рубеж «Гришино — Солнцево — Трудовой».
13-го октября 383 сд занимает полосу обороны шириной в 50 км (что в 2-3 раза превышало рекомендации Боевого устава пехоты РККА). Боевое крещение дивизия получила уже на следующий день. 14-го октября 383 сд вступила в бой с группировкой противника в составе 4-й немецкой горнострелковой дивизии и итальянской кавалерийской дивизией «Цезарь». В этот же день дивизия полностью уничтожает в огневом мешке полк «Королевских мушкетёров», итальянской кавалерийской дивизии. За 5 дней, которые дивизия удерживала рубеж, были уничтожены 3000 немцев и итальянцев, в свою очередь — собственные потери составили 1500 убитыми. Всё это при полном господстве немцев в воздухе. Дивизия могла удерживать полосу обороны и дольше, но 18-го октября, штаб 383 сд получил приказ из штаба армии об отходе.

Ширина обороны на новом рубеже была ничуть не меньше, чем на первом, и я откровенно не понимал смысла этого отхода.— Провалов К. И. В огне передовых линий.
С 15 по 22 октября 1941 года дивизия держала оборону Сталино и уничтожила 30 танков, 4 миномётные и 2 артиллерийские батареи, 16 станковых пулемётов, более 5000 солдат и офицеров противника. 22 октября 1941 года немцы всё же вошли в Сталино, при этом дивизия уничтожила ещё 1500 солдат и офицеров противника.

Во время боёв в Донбассе мы не испытывали недостатка ни в снарядах, ни в минах, ни в ручных гранатах, ни в патронах.— Провалов К. И. В огне передовых линий.
В начале ноября 1941 года фронт остановился на Миусе и Северском Донце. По Миусу на подступах к городу Красный Луч заняла оборону 383-я стрелковая дивизия, далее на юг по реке — 395-я стрелковая дивизия. Затем дивизия занимала оборону в районе «Донск — Батайск».
В архивных документах сохранилась следующая характеристика действий дивизии:

Особо следует подчеркнуть, что за период боёв летом 1942 года на Дону и Кубани 383-я стрелковая дивизия ни разу не отходила с занимаемых позиций без приказа командования, стояла на своих рубежах до конца, служа примером беззаветного мужества и стойкости для остальных соединений 18-й армии.

Далее 383-я шахтёрская стрелковая дивизия была включена в состав Черноморской группы Закавказского фронта.
Дивизия неоднократно отличалась боях на Кавказе. Под Шаумяном дивизия остановила вражескую группировку, продвигавшуюся к Туапсе.
В начале 1943 года дивизия вела бои в районе Новороссийска. 7 ноября 1943 года дивизия принимала участие в форсировании Керченского пролива и высадке десанта под Керчью. В апреле 1944 года войны дивизии освободили Феодосию и подступили к Севастополю. Вела наступление на Севастополь со стороны Балаклавского шоссе, совхоза «Большевик». В мае 1944 года дивизия в составе 16-го стрелкового корпуса, Черноморской группы, Закавказского фронта освободила Крым.
В январе 1945 года 383-я шахтёрская стрелковая дивизия была включена в состав 33-й армии 1-го Белорусского фронта. В составе этой армии дивизия воевала в Польше и Германии, форсировала реку Одер. 2 мая 1945 года дивизия в составе 33-й армии вела бои за Берлин.

## Состав
Август — сентябрь 1941 года, дислокация Сталино:
- Управление (штаб);
- 149-й стрелковый полк (149сп)[5];
- 694-й стрелковый полк (694сп)[5];
- 696-й стрелковый полк (696сп)[5];
- 690-й отдельный зенитно-артиллерийский дивизион (690озад);

С 18 января 1942 г.:
691, 694 и 696сп, 966ап, 28оиптд, (с 18.1.42 г.), 450зенбатр (690озад) — до 1.4.43 г., 465рр, 684сапб, 854обс (425орс), 488медсанбат, 481орхз, 304атр, 257пхп, 827двл, 1414ппс, 761пкг.
- 761-я полевая касса Госбанка (на 01.10.1942 г.)

На 11 апреля 1944 г.:
- Управление (штаб);
- 691-й стрелковый полк;
- 694-й стрелковый полк;
- 696-й стрелковый полк;
- 966-й артиллерийский полк
- 28-й отдельный истребительно-противотанковый дивизион
- 450-я зенитная батарея (до 1 апреля 1943 года)
- 465-я отдельная разведывательна рота
- 684-й отдельный сапёрный батальон
- 854-й отдельный батальон связи
- 488-й отдельный медико-санитарный батальон
- 481-я отдельная рота химической защиты
- 304-я автотранспортная рота
- 257-я полевая хлебопекарня
- 827-й дивизионный ветеринарный лазарет
- 1414-й пункт почтовой связи
- 761-я полевая касса Государственного банка[7]

- Личного состава — 4225;
- Ручных и станковых пулемётов — 204;
- Всего орудий и миномётов — 87;
  - Миномётов — 46;
    - 82-мм — 36;
    - 120-мм — 10;

  - Орудий — 41;
    - 45-мм — 15;
    - 76-мм — 22;
    - 122-мм — 4[8].

## Подчинение[9]
| Дата            | Фронт (округ)             | Армия            | Корпус                 |
| --------------- | ------------------------- | ---------------- | ---------------------- |
| 01.09.1941 года | Харьковский военный округ |                  |                        |
| 01.10.1941 года | Южный фронт               | 18-я армия       |                        |
| 01.08.1942 года | Северо-Кавказский фронт   | 18-я армия       |                        |
| 01.10.1942 года | Закавказский фронт        | 18-я армия       |                        |
| 01.02.1943 года | Закавказский фронт        | 47-я армия       |                        |
| 01.03.1943 года | Северо-Кавказский фронт   | 47-я армия       |                        |
| 01.04.1943 года | Северо-Кавказский фронт   | 56-я армия       |                        |
| 01.07.1943 года | Северо-Кавказский фронт   |                  | 16-й стрелковый корпус |
| 01.08.1943 года | Северо-Кавказский фронт   | 56-я армия       | 16-й стрелковый корпус |
| 01.12.1943 года |                           | Приморская армия | 16-й стрелковый окрпус |
| 01.02.1944 года |                           | Приморская армия |                        |
| 01.04.1944 года |                           | Приморская армия | 16-й стрелковый корпус |
| 01.05.1944 года | 4-й Украинский фронт      | Приморская армия | 16-й стрелковый корпус |
| 01.06.1944 года |                           | Приморская армия | 16-й стрелковый корпус |
| 01.07.1944 года | 2-й Украинский фронт      | Приморская армия | 16-й стрелковый корпус |
| 01.09.1944 года |                           | Приморская армия | 16-й стрелковый корпус |
| 01.10.1944 года | Резерв Ставки ВГК         | 33-я армия       | 16-й стрелковый корпус |
| 01.11.1944 года | 1-й Белорусский фронт     | 33-я армия       | 16-й стрелковый корпус |

## Награды дивизии
Приказ Войскам Южного Фронта № 21 17 октября 1941 года Действующая армия
2. Молодая, недавно сформированная из горняков Донбасса 383 сд, в бою 16.10.41 года при отражении наступления противника проявила образцы стойкости и мужества. Отразив неоднократные атаки противника и нанеся ему значительные потери в этом бою, дивизией захвачены трофеи: одно орудие, несколько пулемётов, мотоциклов и взяты пленные, в том числе и офицеры.
Отмечая умелое руководство боем и смелые действия группы полковника Колосова и 383 сд, приказываю:
А) Объявить благодарность от Военного совета фронта всему личному составу, участвовавшему в этих боях, и особо отличившихся бойцов, командиров и политработников, командира мотогруппы и командира 383 сд представить к правительственной награде.
Б) Приказ объявить во всех ротах, батареях, эскадронах и командах.
 
Командующий Южным фронтом генерал-полковник Черевиченко, член Военного совета Корниец, начальник штаба Южного фронта генерал-майор Антонов.— Приказ Командующего войсками Южного фронта
- 9 октября 1943 года —  Орден Красного Знамени — награждена указом Президиума Верховного Света СССР от 9 октября 1943 года за образцовое выполнение боевых заданий командования на фронте борьбы с немецкими захватчиками (разгром таманской группировки войск немцев?)и проявленные при этом доблесть и мужество.[11][12]
- 24 апреля 1944 года — Почётное наименование «Феодосийская» — присвоено приказом Верховного Главнокомандующего № 0104 от 24 апреля 1944 года за отличие в боях за освобождение города Феодосия[8][13]
- 19 февраля 1945 года —  Орден Суворова II степени — награждена указом Президиума Верховного Совета СССР от 19 февраля 1945 года за образцовое выполнение заданий командования в боях с немецкими захватчиками при прорыве обороны немцев южнее Варшавы и проявленные при этом доблесть и мужество.[14]
- 5 апреля 1945 года — почётное наименование «Бранденбургская» — присвоено приказом Верховного Главнокомандующего № 058 от 5 апреля 1945 года за вторжение в провинцию Бранденбург[13].

Награды частей дивизии:
- 691-й стрелковый Севастопольский[15] полк
- 694-й стрелковый Севастопольский[15] Кранознаменный[16] полк
- 696-й стрелковый Севастопольский[15] Краснознаменный[16] полк

За победу в Крыму к имени 383-й стрелковой дивизии прибавилось звание «Феодосийская», за успешное вторжение в Бранденбургскую область Германии к ней присоединилось звание «Бранденбургская». Теперь она стала называться Феодосийско-Бранденбургской, а три её стрелковых полка — Севастопольскими.

## Командование
Командиры дивизии:
- Провалов, Константин Иванович (11.04.1942 — 24.03.1943), генерал-майор;
- Скородумов, Евгений Николаевич (25.03.1943 — 07.05.1943), полковник;
- Косоногов, Лев Васильевич (10.05.1943 — 17.07.1943), полковник;
- Горбачёв, Вениамин Яковлевич (18.07.1943 — 09.05.1945), генерал-майор.

Начальники штаба дивизии:
- Шевченко, Иван Афанасьевич (15.10.1941 — .02.1942), полковник[17]
- Чудаков, Николай Васильевич  (июнь 1942 - апрель 1943)
- П. И. Скачков, подполковник

Заместители командира дивизии
- Евстигнеев, Михаил Васильевич (август—сентябрь 1943), полковник;

Комиссары дивизии:
- М. С. Корпяк, старший батальонный комиссар

## Отличившиеся воины
Герои Советского Союза:
- Баканов, Сергей Семёнович — командир взвода противотанковых ружей 696-го стрелкового полка, лейтенант.
- Бондаренко, Владимир Павлович — комсорг батальона 694-го стрелкового полка, лейтенант.
- Быков, Юрий Михайлович — командир пулемётного расчёта 691-го стрелкового полка, сержант.
- Васильев, Никандр Васильевич — командир огневого взвода артиллерийской батареи 696-го стрелкового полка, старший сержант.
- Геращенко, Иван Абрамович — автоматчик 694-го стрелкового полка, сержант.
- Гнилицкая, Нина Тимофеевна — разведчица 465-й отдельной разведывательной роты, красноармеец.
- Головня, Александр Антонович — командир отделения 696-го стрелкового полка, младший сержант.
- Горбачёв, Вениамин Яковлевич — командир дивизии, генерал-майор.
- Губанов, Иван Петрович — стрелок роты 694-го стрелкового полка, красноармеец.
- Егоров, Василий Мартынович — наводчик противотанкового ружья 696-го стрелкового полка, сержант.
- Еналиев, Борис Мусеевич — автоматчик 694-го стрелового полка.
- Железный, Спартак Авксентьевич — военный комиссар разведывательной роты 465-го отдельного разведывательного батальона, политрук.
- Иванов, Николай Семёнович — командир пулемётного расчёта 696-го стрелкового полка, сержант.
- Кельбас, Глеб Демьянович — командир 696-го стрелкового полка, подполковник.
- Кононыхин, Пётр Никонорович — командир взвода 696-го стрелкового полка, старшина.
- Костырина, Татьяна Игнатовна — снайпер 691-го стрелкового полка, младший сержант.
- Клименко, Тихон Леонтьевич — помощник командира взвода 2-го стрелкового батальона 694-го стрелкового полка, сержант.
- Лаптев, Константин Яковлевич — наводчик пулемёта 691-го стрелкового полка, старшина.
- Ложкин, Константин Васильевич — командир батальона 696-го стрелкового полка, майор.
- Малидовский, Георгий Фёдорович — командир орудия 696-го стрелкового полка, старший сержант.
- Малышев, Алексей Петрович — командир отделения 696-го стрелкового полка, сержант.
- Марушин, Николай Алексеевич — командир отделения 696-го стрелкового полка, сержант.
- Меркурьев, Николай Иванович — командир роты 691-го стрелкового полка, лейтенант.
- Окунев, Григорий Селиверстович — командир орудия 966-го артиллерийского полка, младший сержант.
- Прохоров, Александр Александрович — офицер разведки 694-го стрелкового полка, капитан.
- Сметанин, Михаил Дмитриевич — автоматчик 696-го стрелкового полка, красноармеец.
- Суворов, Степан Васильевич — ездовой 4-й батареи 966-го артиллерийского полка, красноармеец.
- Турченко, Павел Алексеевич — командир батальона 691-го стрелкового полка, майор.
- Челядинов,  Дмитрий Алексеевич ― командир батареи 28-го отдельного истребительно-противотанкового дивизиона, старший лейтенант.
- Шариков, Александр Николаевич ― командир орудия 28-го отдельного истребительно-противотанкового артиллерийского дивизиона, старший сержант.
- Щербинин, Владимир Кириллович ― автоматчик 694-го стрелкового полка, красноармеец.
- Яковенко, Илья Яковлевич ― командир пулемётного расчёта 691-го стрелкового полка, старший сержант.
- Яковлев, Василий Васильевич ― автоматчик 696-го стрелкового полка, ефрейтор.

 Кавалеры ордена Славы трёх степеней.
- Горбачёв, Пётр Дмитриевич, старший сержант, помощник командира взвода 694 стрелкового полка.
- Добряков, Николай Фёдорович, рядовой, разведчик взвода пешей разведки 696 стрелкового полка.
- Жеребцов, Пётр Николаевич, рядовой, разведчик 696 стрелкового полка.
- Мамедов, Константин Алексеевич, младший сержант, командир отделения разведки 696 стрелкового полка.
- Половинец, Степан Андреевич, сержант, командир орудийного расчёта батареи 45-мм пушек 696 стрелкового полка.
- Романов, Серафим Петрович, сержант, командир орудийного расчёта 696 стрелкового полка.
- Чехманов, Алексей Сергеевич, рядовой, автоматчик 694 стрелкового полка.